# Parc zoologique du château de Branféré
Le parc animalier et botanique de Branféré est un parc zoologique et botanique français situé au Guerno.

## Histoire

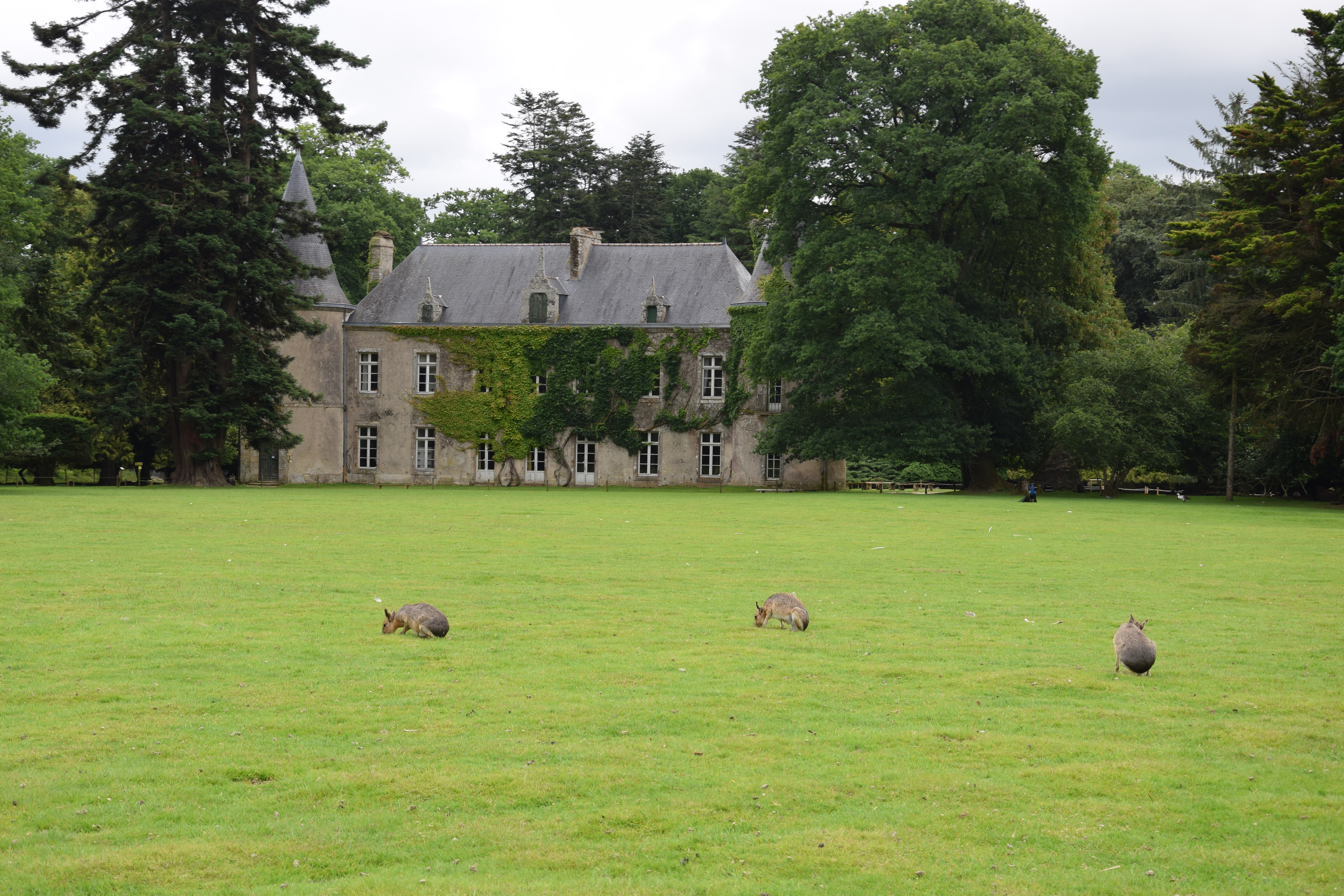
Maras devant le château (2018).

### Origine
Le château est édifié en 1848, puis devient la propriété de la famille Jourde en 1884. Le grand-père de Paul Jourde, Casimir Jourde, l'achete au marquis De Barbeyrac de Saint-Maurice.
En 1932, Paul Jourde hérite du domaine. Il épouse en 1935 Hélène Castori, aristocrate italienne. Après un voyage en Inde, Elena et Paul Jourde découvrent le principe des parcs en semi-liberté.

### Ouverture
Le parc ouvre en 1965,.

### Leg
Le parc est légué par la veuve de Paul Jourde à la Fondation de France en 1988.

### Nouvelle direction
Frédéric Jayot prend la direction du parc en 1999. Le but est de relancer le nombre d'entrées.
En 2001, la Fondation de France débloque des fonds pour restaurer le château alors en mauvais état.
En 2002, des spectacles avec des oiseaux sont lancés.
En 2004, le parc ouvre une école de la nature, un centre d'éducation à l'environnement et au développement durable dédié à la protection de la biodiversité. Cette école est inaugurée par Nicolas Hulot, elle est appelée l'Ecole Nicolas Hulot pour la Nature et l'Homme. Un restaurant est aussi ouvert.
En 2006, le Parc évolue en offrant aux visiteurs un nouvel espace de 5 hectares tournant autour du thème de la plaine africaine. Ce nouvel aménagement permet d’accueillir de nouvelles espèces : girafes, gnous bleus, damalisques, oryxs, zèbres, autruches, grands koudous et cobs à croissant.
En 2010, le parc lance le « parcabout », un ensemble de filets dans les arbres inspirés de l’accastillage des voiliers de course.
En 2014, le parc investi dans la création d’un espace marin pouvant accueillir phoques veaux-marins et les manchots de Humboldt. La même année, une exposition de l’œuvre d'Hélène Jourde, veuve du dernier propriétaire.
En 2015, le Parc de Branféré crée un nouvel espace sur le thème de la vallée indienne.
En 2019, le Parc accueille la onzième édition du Trophée Produit en Bretagne.
En 2020, la tempête Alex détruit en parti le parc.
En 2022, le parc de Branféré rejoint le réseau Produit en Bretagne. Suite à l'affaire Nicolas Hulot, le parc supprime son nom de l'école de la nature.
En 2024, le parc inaugure un nouveau parcours ludique composé de plus de 6 000 m2 de filets suspendus.
En 2025, le parc lance un nouveau programme pour créer de nouveaux espaces.

## Organisation

### Espace
Le parc occupe une surface de 45 hectares.

### Espèces
Les animaux du parc évoluent en semi-liberté. Le parc compte en 2023 1 500 animaux de 150 espèces différentes.

## Présentation du site

### Les animaux du parc
Le parc une mission de conservation ex-situ, avec la préservation de quarante espèces menacées,.

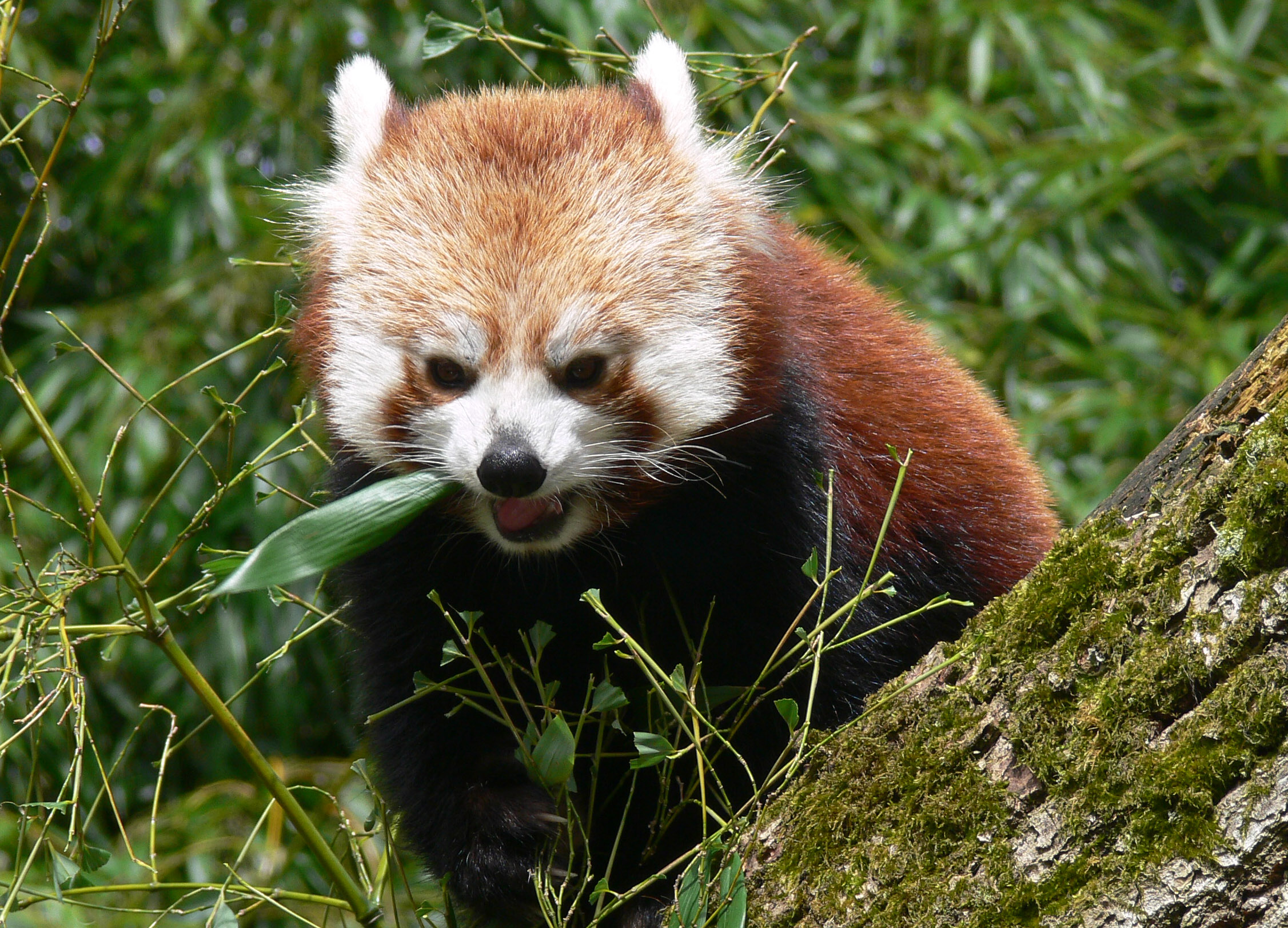
Panda roux.
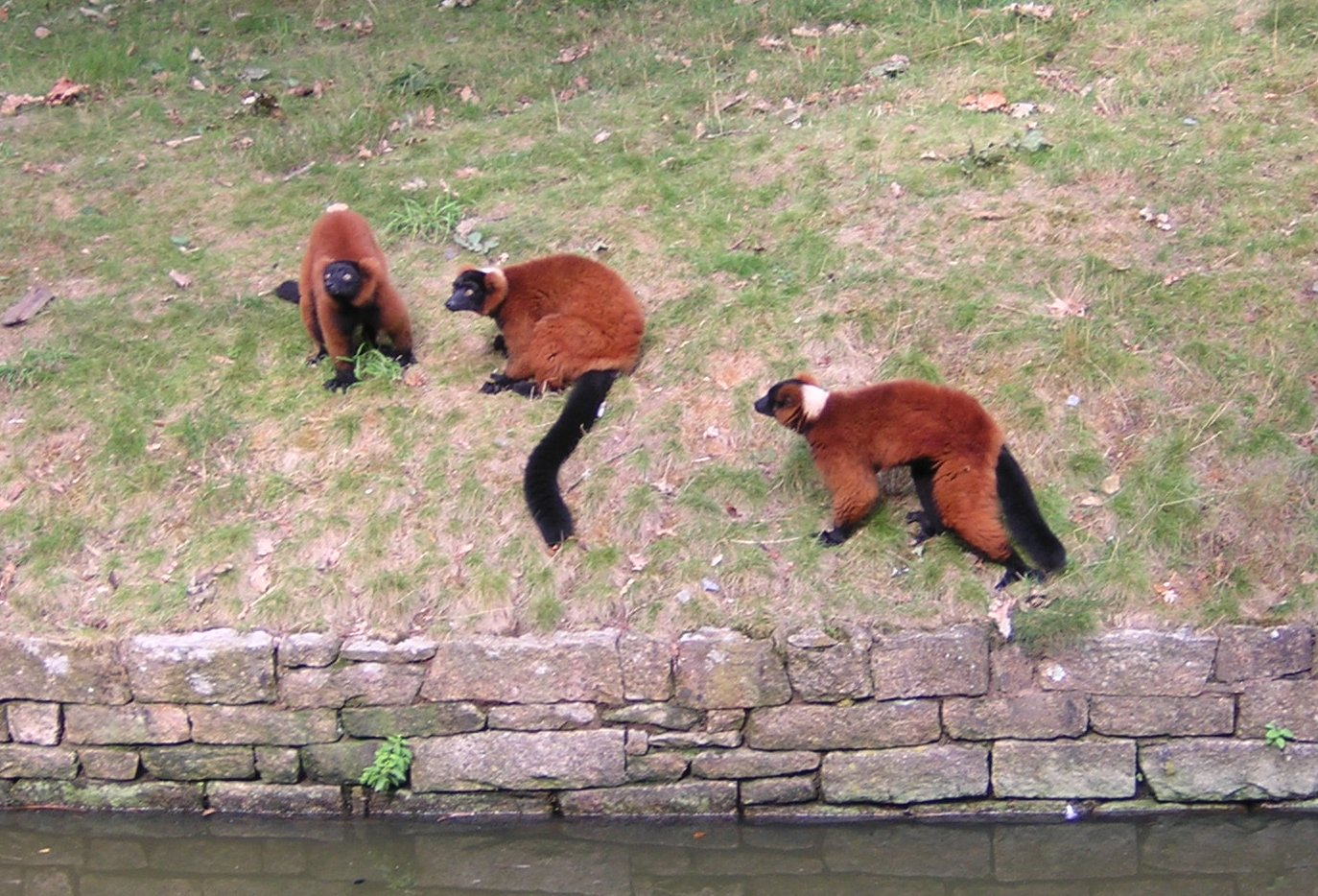
Maki vari roux.
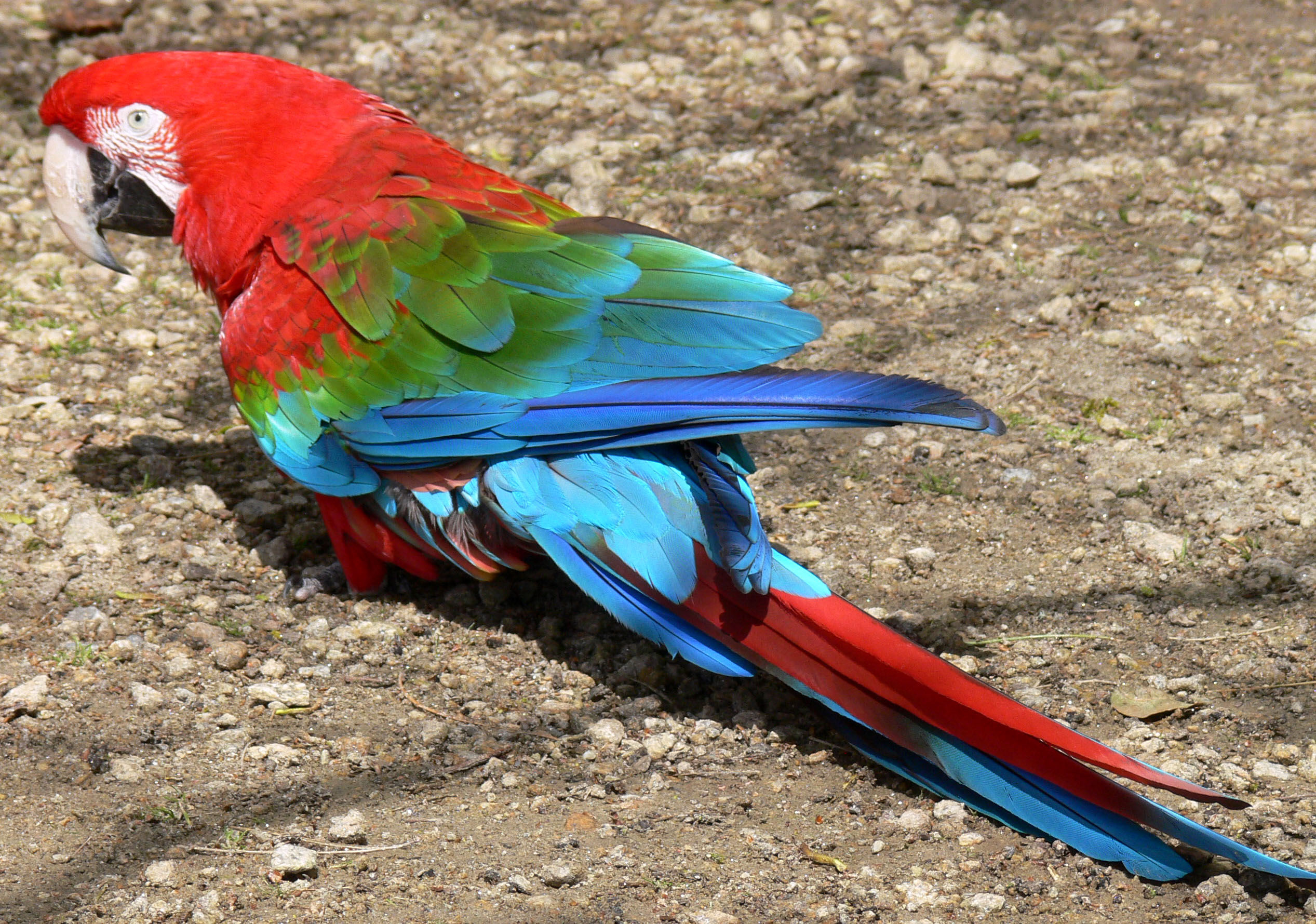
Ara chloroptera.

### Les espèces végétales
Le parc de Branféré compte des espèces végétales et quelques curiosités botaniques. Parmi lesquelles un platane pleureur d'Orient, âgé d'environ 300 ans, large de 40 m et classé « arbre remarquable de France » par l'Office national des forêts.